# Heinrich Düsterbehn
Heinrich Düsterbehn (* 7. September 1868 in Paris; † 14. Oktober 1954 in Blankenburg am Harz) war ein deutscher Kammermusiker, Geiger und Hofkonzertmeister des Oldenburger Orchesters.

## Leben
Düsterbehn war der Sohn des in Paris tätigen Tischlermeisters Heinrich Bernhard Georg Düsterbehn und dessen französischer Ehefrau Octavie Palmire, geb. Cancel, die einer sehr musikalischen Familie entstammte. Er wuchs in Verden (bei Bremen) auf, da seine Familie nach Ausbruch des Deutsch-Französischen Krieges 1870 aus Frankreich ausgewiesen worden war. Am Konservatorium in Sondershausen, einer der bedeutenden Institutionen zur Heranbildung des Musikernachwuchses im damaligen Deutschland, wurde er zum Violinisten ausgebildet. Der damalige Hofkapellmeister Albert Dietrich holte ihn schließlich am 1. September 1888 als erster Geiger zur Hofkapelle in Oldenburg. Zuvor hatte Düsterbehn noch seinen Militärdienst in Bremen als Mitglied des Musikkorps Nr. 75, des Musikkorps des 1866 gegründeten 1. Hanseatischen Infanterie-Regiments Nr. 75 unter der Leitung von Ewald Schulz abgeleistet. In Oldenburg war er ab 1891 Mitglied der „Schlaraffia Oldenburgia“, einer von dem Hofkunsthändler Ludwig Fischbeck geleiteten Vereinigung mit dem Ziel, die Pflege von Humor und Kunst unter bestimmten vorgeschriebenen Formen auszuüben. 1919 erhielt Düsterbehn den Titel eines Hofkonzertmeisters und blieb dem Oldenburger Orchester bis 1927 treu. Er war einer der aktivsten Kammermusiker des Orchesters und veranstaltete in der Wintersaison, zusammen mit drei weiteren Musikern der Hofkapelle, regelmäßig Quartettabende. Auch als Solist wurde er in und außerhalb Oldenburgs bekannt. Lange Jahre saß er alljährlich am ersten Pult des Bayreuther Festspielorchesters, zum letzten Mal 1931 unter Arturo Toscanini. Sein Sohn Erich Düsterbehn, ebenfalls Mitglied des Oldenburger Staatsorchesters, nahm dort seinen Platz ein. Nach seiner Pensionierung lebte Düsterbehn für einige Zeit in Bayreuth in der Umgebung der ihm persönlich verbundenen Siegfried und Cosima Wagner. Seine letzten Lebensjahre verbrachte er in Blankenburg am Harz, wo er 1954 starb.